# Рицин
Рици́н — белковый яд растительного происхождения (фитотоксин).

## Свойства
Рицин смертельно ядовит, особенно в виде аэрозоля: для человека полулетальная доза (ЛД50) составляет 0,3 мг/кг перорально. Токсичность рицина составляет: 0,00015 мг/кг (белые мыши, внутривенно), 0,02 мг/кг (крысы, подкожно), 0,2 мг/кг (морские свинки, подкожно). Смерть наступает в пределах до 3—5 суток после интоксикации ЛД от анафилактического шока, полиорганной недостаточности, дыхательной недостаточности. Антидот находится на стадии лабораторных испытаний. Симптоматическое лечение может только снизить вероятность наступления летального исхода.
Рицин представляет собой белый порошок без запаха, хорошо растворимый в воде. Молекулярная масса — около 67 кДа. Рицин ядовит при просачивании через микротрещины кожи, при попадании на кожу всегда вызывает сильнейшую аллергическую реакцию. Пути отравления — обычно введение в кровь, чуть хуже проникновение через лёгкие (этот способ для рицина не всегда действенен).

## Биохимия
Механизм отравляющего действия рицина включает ингибирование синтеза белка рибосомами. Известны два основных типа таких ингибиторов: ингибиторы типа 1 представляют собой единичную полипептидную цепь, обладающую ферментативной активностью, а рицин и прочие ингибиторы типа 2 состоят из двух полипептидных цепей и являются гетеродимерными гликопротеинами. Из них только цепь A обладает ферментативной активностью, а цепь B, связанная с нею дисульфидными связями, проявляет активность, свойственную лектинам и опосредует проникновение токсина в цитозоль. Чтобы токсин мог инактивировать рибосому, дисульфидная связь между цепями А и В должна быть восстановлена.

### Структура
Молекула рицина представляет собой гликозилированный глобулярный гетеродимер массой 60—65 кДа. Массы цепей А и В приблизительно равны: 32 и 34 кДа соотв.
- Цепь A — N-гликозидаза, состоит из 267 аминокислотных остатков[5]. Три структурных домена, состоящие из альфа-спиралей и бета-складок, образуют щель, в которой расположен активный центр[6].
- Цепь B — лектин, состоит из 262 аминокислотных остатков, связывает остатки галактозы на поверхности клетки[7]. Образует двудольную структуру, лишенную альфа-спиралей и бета-складок, каждая доля разделяется на три субдомена, один из которых содержит активный центр. Белки, подобные цепи A, содержат многие растения, например, ячмень, но в отсутствие цепи B они нетоксичны.

### Проникновение в цитозоль
Способность рицина проникать в цитозоль зависит от водородных связей, образующихся между аминокислотными остатками цепи B и олигосахаридами на поверхности клетки, содержащими остатки галактозы или [N-Ацетилгалактозамин|N-ацетилгалактозамина]. Кроме того, остатки маннозы, входящие в состав рицина, могут связываться рецепторами маннозы на поверхности клетки. Показано, что на поверхности одной клетки может связаться до 106—108 молекул рицина. После связывания происходит интернализация молекул как в клатриновые везикулы, так и в транспортные везикулы, не содержащие клатрин, такие как кавеолы и везикулы, образующиеся при макропиноцитозе. Так рицин попадает в эндосомы и затем в аппарат Гольджи. Хотя на этом пути рицин проходит через лизосомы, он не подвергается деградации, и из аппарата Гольджи попадает в эндоплазматический ретикулум интактным.
Известно, что для проявления токсической функции рицин должен распасться на A- и B-цепи, но где это происходит, в эндоплазматическом ретикулуме или в цитозоле, пока неизвестно. Существующий в цитозоле механизм очистки от лишнего белка путём его убиквитинирования на рицин также не действует, поскольку для присоединения убиквитина в его структуре не хватает остатков лизина.

### Инактивация рибосомы
Показано, что цепь A расщепляет гликозидную связь при остатке аденина в позиции 4324 рРНК 28S субъединицы; этот остаток расположен в консервативной последовательности 5’-AGUACGAGAGGA-3’, называемой сарцин-рициновой петлёй, которая важна для связывания факторов элонгации, вследствие чего синтез белка на рибосоме полностью и необратимо блокируется. На этом действие цепи A не прекращается, каждая молекула этого фермента выводит из строя до 1500 рибосом в минуту.

## Производство
Рицин получают из касторовых бобов, плодов растения Ricinus communis (русское название клещевина) путём обработки жмыха, остающегося после получения касторового масла (также содержащего следы рицина).

## Применение

### Медицина
В отличие от касторового масла, очищенный рицин в медицине не применяется, хотя проводились разработки способов его использования для лечения рака, а также при вакцинации.

### Химическое оружие
В Советском Союзе рицин и рициноподобные яды исследовали в токсикологической лаборатории под кураторством Григория Майрановского
Известно, что рицин в 6 раз более ядовит, чем цианистый калий. Поскольку небольшой дозы рицина размером с булавочную головку достаточно, чтобы убить взрослого человека, способы применения рицина в качестве оружия массового поражения изучались военными ведомствами разных стран, начиная с Первой мировой войны, однако из-за ряда недостатков это вещество так и не было принято на вооружение. Тем не менее, рицин нашёл применение у спецслужб. Одним из наиболее известных инцидентов с применением рицина стало убийство болгарского диссидента Георгия Маркова, который был отравлен в 1978 году при помощи укола зонтиком особой конструкции. По другим данным, оружием убийцы было замаскированное под зонтик пневматическое ружьё, заряженное микрокапсулой с рицином. Доза, введённая Маркову, составила не более 450 мкг (0,45 миллиграмма).
Александр Солженицын утверждал, что КГБ пытался его отравить рицином, однако подтверждения этой информации из других источников нет.
Простота получения токсина сделала его потенциально доступным для террористических групп. Так, в 2001 году пресса сообщала об обнаружении инструкций по изготовлению рицина на разгромленной базе «Аль-Каида» в Кабуле. В 2003 году некоторое количество рицина было найдено у террористов в Лондоне, следы рицина обнаружились в ячейке хранения на Лионском вокзале в Париже.
В 2013 году ряд лиц из штата Миссисипи был арестован за попытку послать президенту США Бараку Обаме и другим высокопоставленным лицам США письма с рицином. Так, в мае этого же года мэру города Нью-Йорка прислали письмо с угрозами, содержащее рицин, предположительно в ответ на деятельность общественной организации «Мэры против нелегального оружия».
Позднее в Техасе предъявлены обвинения актрисе Шэннон Ричардсон, подозреваемой в рассылке писем со смертельным ядом американским политикам.